# Santa Rosa del Sur
Santa Rosa del Sur – miasto w Kolumbii, w departamencie Bolívar.